# Litus Saxonicum
Le Litus Saxonicum (littéralement « côte saxonne ») était un commandement militaire du Bas-Empire romain, constitué d'une série de fortifications sur les deux rives de la Manche. À la fin du IVe siècle, il fut limité à la seule Bretagne, les fortifications de Gaule passant sous des commandements distincts. Plusieurs forts de ce système subsistent sur les côtes sud et est de l'Angleterre.

## Contexte

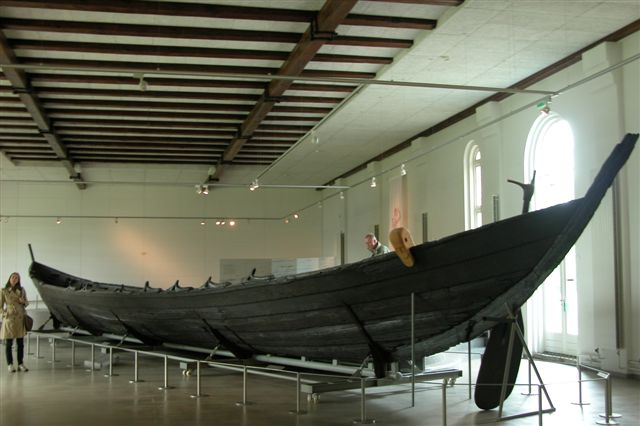
Bateau de Nydam, vers 350.

Durant la seconde moitié du IIIe siècle, l'Empire romain dut faire face à une crise grave. Affaibli par les guerres civiles, la rapide succession d'empereurs éphémères et la sécession de provinces, il fut également soumis à de nouvelles attaques des « Barbares ». La majeure partie de la Grande-Bretagne constituait, depuis le milieu du Ier siècle, la province de Bretagne. Au nord, elle était protégée par les murs d'Hadrien et d'Antonin, tandis que la Classis Britannica patrouillait dans la Manche pour neutraliser les pillards maritimes.
Toutefois, la pression toujours croissante aux frontières entraîna une vague massive de fortification à travers tout l'Empire, afin de protéger les villes et garder les points stratégiques importants. C'est dans ce contexte que les forts de la Côte saxonne furent édifiés. Dès les années 230, sous Sévère Alexandre, plusieurs unités furent déplacées de la frontière nord vers des postes dans le sud, et de nouveaux forts construits à Brancaster, Caister-on-Sea et Reculver. Douvres était fortifiée depuis le début du IIe siècle, et lorsque les autres forts furent édifiés, entre les années 270 et 290, le système de fortifications était achevé.

## Sens du terme et rôle

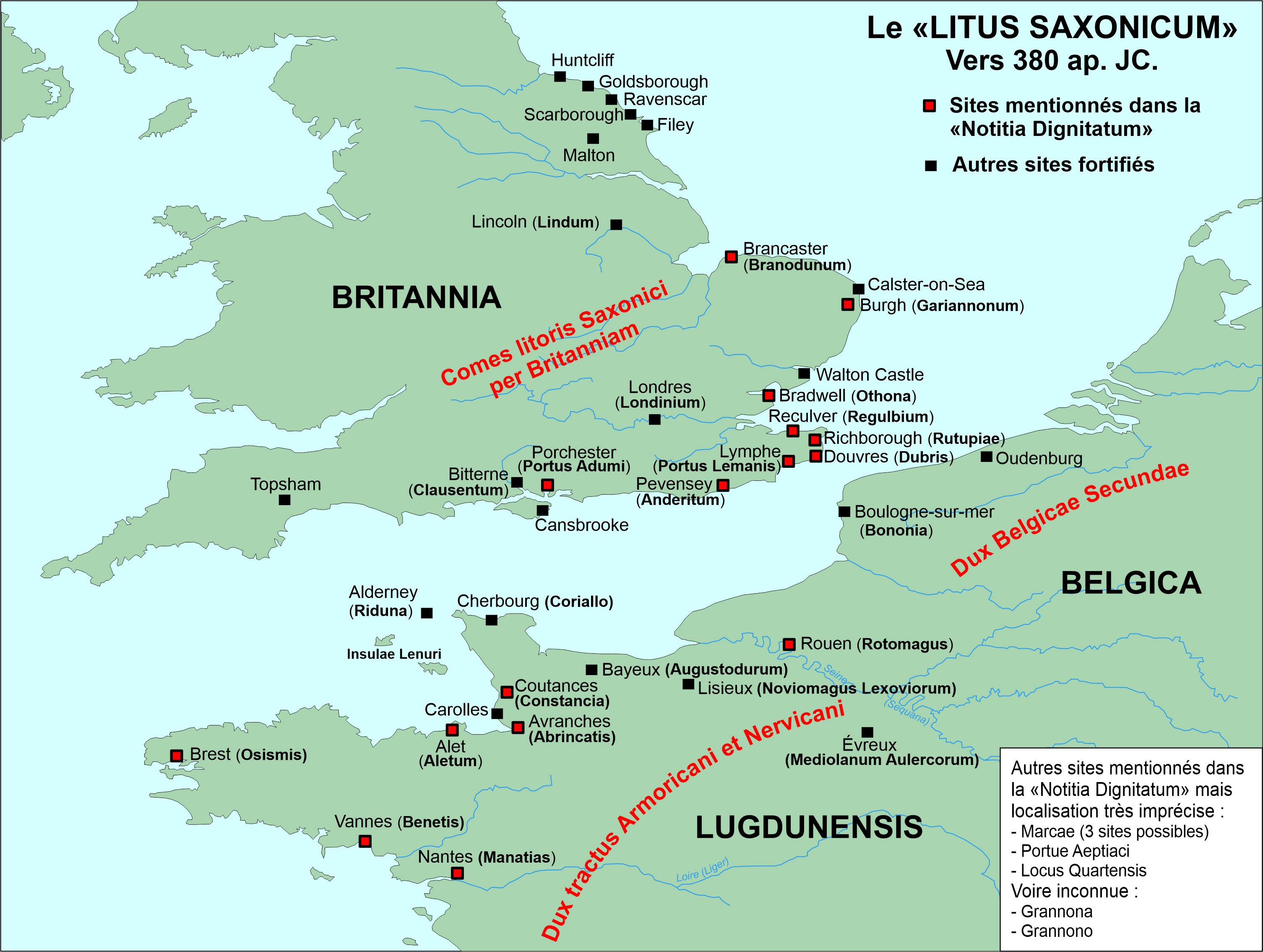
Le système de fortifications sur les deux rives de la Manche.

La seule source contemporaine à notre disposition qui mentionne le nom de « Côte saxonne » est la Notitia dignitatum, datant de la fin du IVe siècle, qui mentionne son commandant, le Comes Litoris Saxonici per Britanniam (« Comte de la Côte saxonne en Bretagne »), et nomme les sites sous son commandement et leurs compléments respectifs en personnel militaire. Toutefois, en l'absence d'éléments supplémentaires, le sens exact du nom est sujet à débat chez les historiens, de même que la nature et le but de la chaîne de fortifications qu'il désigne.
Deux interprétations de l'adjectif « saxonne » ont été proposées : soit une côte attaquée par les Saxons, soit une côte colonisée par eux. Cette dernière hypothèse est en partie soutenue par des découvertes archéologiques : des objets de style germanique ont été découverts dans des tombes, tandis que l'installation en grand nombre de Saxons dans le sud-est de l'Angleterre et le nord de la Gaule (autour de Boulogne-sur-Mer et de Bayeux) est clairement attestée à partir du milieu du Ve siècle. L'installation de tribus germaniques est notamment attestée sur la côte de la Gaule. Le chroniqueur Eutrope indique qu'au cours des années 280, la mer au large des côtes de Belgique et d'Armorique était « infestée de Francs et de Saxons », et c'est pour cette raison que Carausius fut placé à la tête de la Classis Britannica. Par ailleurs, la Notitia documente la présence de nombreuses tribus germaniques (notamment des Francs et des Suèves) servant comme Lètes dans l'armée romaine à la fin du IVe siècle.
L'autre interprétation, soutenue par Stephen Johnson, soutient que les forts remplissaient un rôle de défense côtière contre des envahisseurs maritimes, en majorité des Saxons et des Francs et de bases pour les Classis opérant contre eux. Cette opinion est renforcée par l'existence d'une chaîne de fortifications parallèles le long de la rive sud de la Manche, qui complète les forteresses britanniques et suggère l'existence d'un système de défense unifié.
Toutefois, d'autres historiens, parmi lesquels John Cotterill, considèrent la menace causée par les maraudeurs germaniques comme exagérée, du moins au IIIe siècle et au début du IVe. Ils interprètent différemment la construction des forts de Brancaster, Caister-on-Sea et Reculver au début du IIIe siècle et leur position (sur les estuaires de cours d'eau navigables) : pour eux, ils jouaient le rôle de réserves fortifiées et de points de transport à partir de et vers la Bretagne et la Gaule, sans lien (du moins à cette époque) avec la piraterie. Cette opinion est soutenue par des références contemporaines au ravitaillement de l'armée de Julien par du grain provenant de Bretagne durant sa campagne en Gaule en 359, et à leur usage comme points de débarquement sûrs par Théodose l'Ancien durant la réduction de la Grande Conspiration quelques années plus tard.
Une autre théorie, proposée par D. A. White, veut que le système étendu de grands forts de pierre était disproportionné par rapport à toute menace qu'auraient pu poser des pirates germaniques, et qu'il ait été conçu et construit durant la sécession de Carausius et Allectus (la Révolte carausienne), en 289-296, avec un ennemi tout à fait différent en vue : ils devaient prévenir toute tentative de reconquête par l'Empire. Cette opinion, largement disputée, a été récemment appuyée par des fouilles archéologiques à Pevensey, qui datent la construction du fort du début des années 290.
Quel qu'ait été leur but original, il est certain que durant les dernières décennies du IVe siècle, les forteresses et leurs garnisons étaient employées pour lutter contre les pirates francs et saxons. Toutefois, le contrôle romain sur la région ne se remit jamais totalement de la Grande Conspiration, et la Grande-Bretagne fut abandonnée par Rome vers 407. Les forts des deux rives continuèrent à servir durant les siècles qui suivirent, notamment en Grande-Bretagne, où certains servirent longtemps durant la période anglo-saxonne.

## Liste des forts

### En Bretagne insulaire

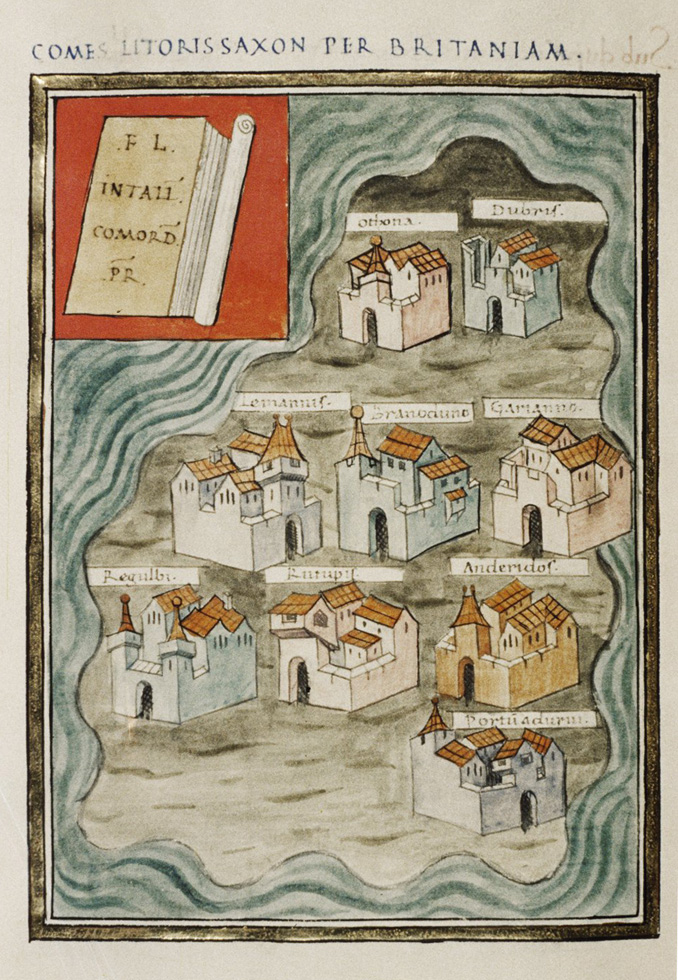
Les neuf forts britons dans la Notitia dignitatum

Les neuf forts mentionnés dans la Notitia dignitatum en Bretagne insulaire sont les suivants (du nord au sud) :
- Branodunum (Brancaster, Norfolk) ;
- Garianonum (Burgh Castle, Norfolk) ;
- Othona (Bradwell-on-Sea, Essex) ;
- Regulbium (Reculver, Kent) ;
- Rutupiæ (Richborough, Kent) ;
- Dubris (Château de Douvres, Kent) ;
- Portus Lemanis (Lympne, Kent) ;
- Anderitum (château de Pevensey, Sussex de l'Est) ;
- Portus Adurni (château de Portchester, Hampshire).

D'autres sites, non mentionnés dans la Notitia, appartenaient clairement au système de la Côte saxonne, parmi lesquels les forts de Walton, dans le Suffolk, ou de Caister-on-Sea. Au sud, le château de Carisbrooke, sur l'île de Wight, et Clausentum (Bitterne (en), dans l'actuelle Southampton), sont également considérés comme des extensions occidentales de la chaîne. D'autres sites probablement liés sont le fort englouti de Skegness, et les ruines de possibles relais à Thornham, Corton et Hadleigh.

Anderitum
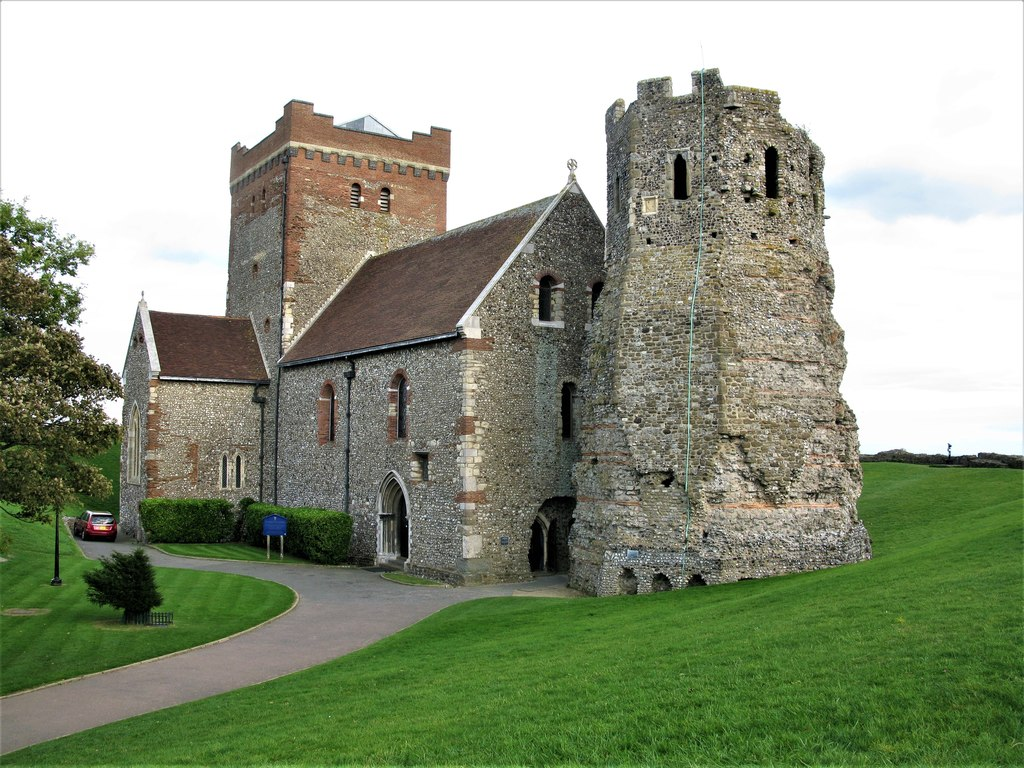
Phare romain, Douvres
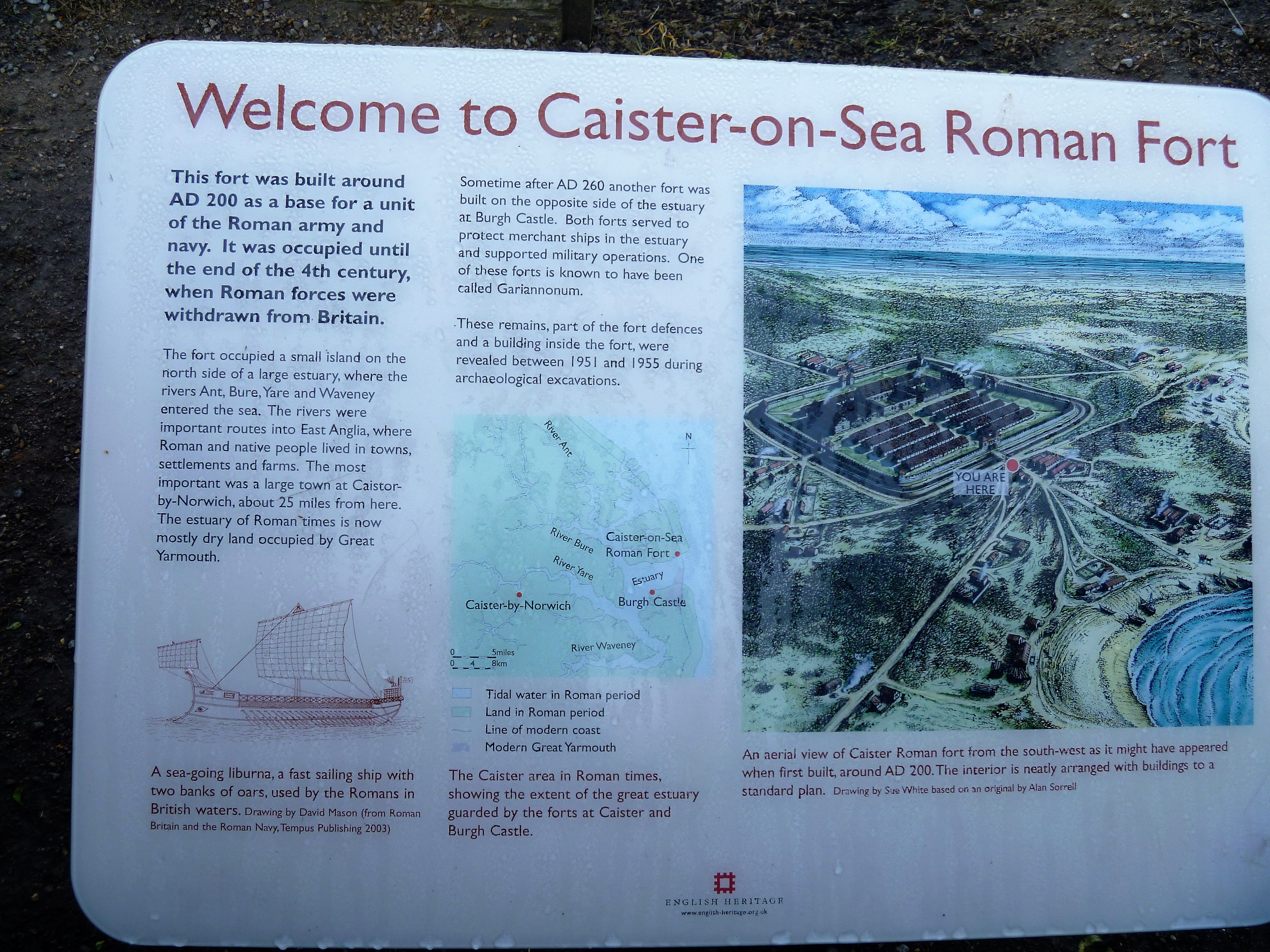
Fort de Chesters
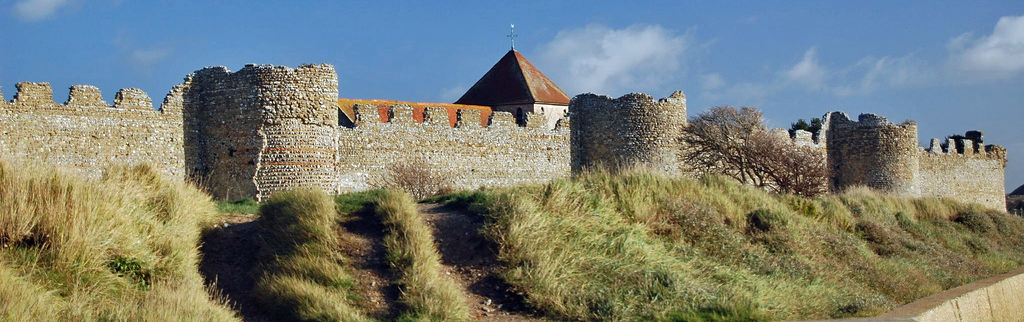
Château de Portchester (Portus Adurni)
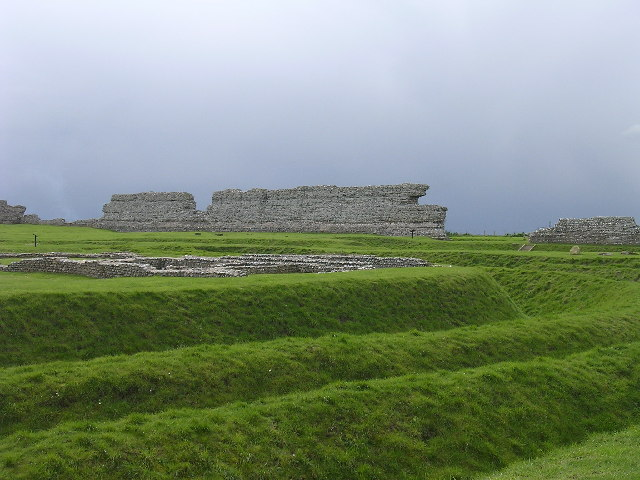
Rutupiæ

### En Gaule
La Notitia mentionne deux commandements séparés pour la côte septentrionale de la Gaule : le premier, sous le dux Belgicae Secundae (basé à Portus Aepatiaci), s'occupait des rivages de la Gaule belgique (grossièrement, entre les estuaires de l'Escaut et de la Somme) :
- Marcae (endroit inconnu près de Calais) ;
- Locus Quartensis sive Hornensis (probablement à l'embouchure de la Somme) ;
- Portus Aepatiaci (peut-être Étaples).

Le port de Gesoriacum ou Bononia (Boulogne-sur-Mer) n'est pas mentionné dans la Notitia, mais dans la mesure où il fut jusqu'en 296 la base principale de la Classis Britannica, il relevait probablement aussi du dux Belgicae Secundae.
Plus à l'ouest, le dux tractus Armoricani et Nervicani (basé à Grannona) avait la charge des côtes armoricaines — aujourd'hui, normandes et bretonnes — jusqu'à l'embouchure de la Loire. La Notitia donne les sites suivants :
- Grannona (endroit incertain, soit à l'embouchure de la Seine, soit à Port-en-Bessin[14]) ;
- Rotomagus (Rouen) avec pour défenseurs des Ursariens d'Istrie[15] ;
- Coriallo (Cherbourg)[16] ;
- fort de Nunnery (île d'Aurigny)[16] ;
- Constantia (Coutances) avec la légion Prima Flavia Gallinaca[17] ;
- Abricantis (Avranches) avec des cavaliers dalmates[17] ;
- Grannona (peut-être Granville ou Port-en-Bessin, ou peut-être la même que la première Grannona), avec la première cohorte nouvelle armoricaine[17] ;
- Aleto ou Aletum (Aleth, près de Saint-Malo) ;
- Osismis (Brest) ;
- Blabia (peut-être Hennebont) ;
- Benetis (peut-être Vannes) ;
- Manatias (Nantes).